# Liliana Ortega
Liliana Ortega   (Caracas, 1965) és una advocada i defensora de drets humans. És veneçolana. Fundadora i directora executiva del Comitè de Familiars de Víctimes del Caracazo (COFAVIC), organització no governamental (ONG) que treballa per a la protecció i promoció dels drets humans. Aquest organisme és independent de tota doctrina o institució partidista i religiosa, amb personalitat jurídica com una associació civil sense finalitats de lucre. La seva tasca com a defensora de drets humans li ha valgut diversos reconeixements.

## Premis
- 2010. Va rebre l'Ordre Nacional del Mèrit en grau d'Oficial, atorgada pel Govern de la República Francesa.[2]
- 2017. Premi franco-alemany de Drets Humans i l'Estat de Dret.[3]

## Reconeixements
- 1999. Va ser nomenada com una dels cinquanta Líders per al Nou Mil·lenni a Amèrica Llatina per la Revista Time[4][5]
- 1999. Va rebre un reconeixement pel seu treball innovador en drets humans a Veneçuela per l'organització nord-americana ASHOKA.

## Nominacions
- Premi Reebok Human Rights Award 1994